# خانه شیرین (مجموعه تلویزیونی)
خانه شیرین (انگلیسی: Sweet Home) (به کره‌ای: 스위트홈) یک سریال تلویزیونی اینترنتی کره‌ای در ژانر پسا-آخرالزمانی ترسناک به کارگردانی لی یونگ بوک، جانگ یانگ وو، پارک سو هیون محصول ۲۰۲۰ کره جنوبی است. سونگ کانگ، لی جین-ووک، لی شی-یونگ، لی دو-هیون، گو مین شی، و پارک گیو-یونگ از بازیگران آن هستند. این مجموعه با الهام از وب‌تون کره‌ای به همین نام اثر کیم کارنبی ساخته شده‌است. خانه شیرین در ۱۸ دسامبر ۲۰۲۰ از طریق نتفلیکس در دسترس قرار گرفت. این مجموعه برای فصل دوم و سوم تمدید شد.